# Consoles de jeux vidéo de septième génération
 (mars 2011).
Si vous disposez d'ouvrages ou d'articles de référence ou si vous connaissez des sites web de qualité traitant du thème abordé ici, merci de compléter l'article en donnant les références utiles à sa vérifiabilité et en les liant à la section « Notes et références ».
Dans l'histoire des consoles de jeux vidéo, la septième génération a débuté le 21 novembre 2004 avec la sortie japonaise de la Nintendo DS, suivi de la sortie américaine de la PlayStation Portable le 12 décembre 2004. La septième génération pour les consoles de salon a commencé le 22 novembre 2005 (en Europe le 2 décembre 2005) avec la venue de la Xbox 360, un an plus tard avec la sortie de la PlayStation 3 le 11 novembre 2006 (en Europe le 23 mars 2007) ainsi que de la Wii le 19 novembre 2006 (en Europe le 8 décembre 2006).
Chaque nouvelle console de cette génération apporte un nouveau type d'innovation en matière de technologie. La Xbox 360 et la PlayStation 3, par exemple, offrent la haute définition tandis que la Wii se focalise sur l'intégration de manettes originales avec reconnaissance de mouvements. Ces trois consoles possèdent des manettes sans fil.
Les succès apparaissent pour la première fois en 2005 avec la Xbox 360, suivi des trophées de la PlayStation 3 en 2008.

## Consoles de salon

### Xbox 360
Sortie un an avant la concurrence, la Xbox 360 marque l'entrée dans l'ère de la haute définition. Désireux de prendre un maximum d'avance face à son concurrent direct Sony, Microsoft décide de sortir sa console le plus tôt possible, et de ne pas rater les fêtes de fin d'année. Elle sortira en novembre 2005 aux États-Unis, puis en décembre en Europe et au Japon. Cette sortie a connu quelques désagréments, comme des ruptures de stocks aux États-Unis et en Europe, accompagnées de réapprovisionnements tardifs mais surtout une faible fiabilité des premiers modèles qui a couté plus d'un milliard de dollars à Microsoft.
Le public japonais a réservé un accueil très glacial à la machine de Microsoft (moins de 40 000 consoles vendues durant le mois de décembre 2005). Cet échec au pays du Soleil Levant peut s'expliquer par une ludothèque trop occidentale.[réf. nécessaire] Pourtant, Microsoft a fait des efforts durant l'année 2008 en sortant des RPG japonais, les ventes ont légèrement décollé depuis.[réf. nécessaire]
Avec l'arrêt de la production du HD DVD (Support HD choisi pour la Xbox 360) par Toshiba à la suite de la forte concurrence de la norme Blu-Ray de Sony, la console de Microsoft n'aura pas de réel support HD et continuera à utiliser seulement le support DVD. D'ailleurs Microsoft, contrairement à son concurrent direct Sony, avait décidé de vendre ce support HD à part, tout comme l'option wifi et le disque dur puisque certains modèles de Xbox 360 sont vendus sans disque dur.

### PlayStation 3
La PlayStation 3 de Sony, a été commercialisée en novembre 2006 au Japon et en Amérique du Nord et le 23 mars 2007 en Europe. Équipée du processeur central CELL (conçu par Sony en collaboration avec IBM et Toshiba) et du processeur graphique RSX (de NVIDIA), la console s'annonce un peu plus puissante que la Xbox 360. Concentré de technologie, la PS3 est équipée en série du lecteur haute définition Blu-ray, d'un disque dur. La nouvelle manette sans fil, la sixaxis, intègre un capteur de mouvements à 6 degrés de liberté, offrant un nouveau type d'interaction avec les jeux. La console est déclinée sous deux modèles différents, l'un à 399 € avec les offres de Noël, l'autre à 599 €. La version à 599 € est équipée d'un disque dur de plus grande capacité (60 Go contre 40 Go) et propose en plus un lecteur de cartes amovibles de type Memory Stick (Standard, DUO et PRO), SD (Standard, Mini) et CompactFlash (I et II) placé en façade, ainsi qu'une connexion Wi-Fi. Envisagée comme un centre de divertissement numérique, la console intègre un navigateur web et supporte de nombreux formats audio, vidéos et images.

### Wii
Nintendo sort la Wii (le nom du projet était Revolution) en novembre 2006. 
Nintendo a décidé de ne pas participer à la course technologique engagée par ses concurrents et se démarque en proposant une console aux dimensions réduites, peu gourmande en énergie et au design épuré. La plus grosse innovation vient de la manette de jeu d'un nouveau genre, la Wiimote. Celle-ci prend en compte les mouvements du joueur dans l'espace. Ce système donne une toute nouvelle interaction avec les jeux vidéo. Elle peut se coupler à une deuxième partie, le Nunchuk, qui est lui aussi pourvu d'un détecteur de mouvements. Avant son lancement, Nintendo définissait sa console comme New-Gen (nouvelle génération) (en opposition au terme Next-Gen qui signifie génération suivante), pour insister sur la rupture que représente la Wii par rapport à l'évolution classique des consoles. Cette console est la première de chez Nintendo à posséder un lecteur de cartes SD et 2 ports USB 2.0. La Wii dispose aussi d'une connexion Wi-Fi afin de naviguer sur internet et d'utiliser les différentes chaînes (chaîne photo, chaîne mii, chaîne boutique, chaîne infos, chaîne météo, chaîne vote). La Wii est la console la plus vendue de sa génération, avec environ 41 % de part de marché fin 2012. Un modèle dérivé et moins cher, la Wii Mini sort en 2012 pour relancer les ventes.

## Consoles portables
Pour les consoles de jeux vidéo portables, la septième génération commence approximativement avec la Nintendo DS.

### Nintendo DS
La Nintendo DS est basée sur un design fondamentalement différent des précédentes consoles comme la Game Boy. La Nintendo DS offre de nouveaux moyens d'interaction : deux écrans dont un écran tactile et un microphone. Elle ressemble ainsi aux premières Game and Watch de leur début. Elle sort fin 2004 au Japon et en Amérique du Nord, puis en 2005 en Europe.
Elle a eu ensuite de multiples transformations, devenant plus petite et plus légère dans un premier temps avec l'arrivée de la DS Lite. La suivante, la DSi, perd encore du volume avec plusieurs ajouts et la perte de l'emplacement GBA pour diminuer la masse et la rendre plus compacte. Enfin, Nintendo fait marche arrière dans la miniaturisation avec la sortie de la DSi XL, la plus imposante des DS, pour un meilleur confort visuel.
La Nintendo DS est la deuxième console la plus vendue derrière la PlayStation 2, avec plus de 154 millions de consoles écoulées.

### PSP
La console portable de Sony, la PlayStation Portable (ou PSP), s'engage sur une voie différente : celle de la technologie avec des capacités se rapprochant de la PlayStation 2, un écran 16⁄9… et celle du multimédia avec la possibilité de lire des films au format UMD, d'écouter de la musique, visionner ses photos ou naviguer sur internet. Elle sort fin 2004 au Japon, puis en 2005 dans le reste du monde.

### Autres consoles
La Gizmondo sort en 2005. Cette console est présentée comme la rivale de la PSP de Sony. Malgré une puissance plus élevée que la PSP ainsi que de la présence d'un GPS dès sa sortie d'usine ainsi que son système d'exploitation qui n'est autre que Windows CE, la Gizmondo ne parviendra pas à s'imposer. Cet échec est explicable par la gestion douteuse des fonds de l'entreprise Tiger Telematics qui fera faillite deux ans après la sortie de la Gizmondo en Angleterre. Elle a aujourd'hui été reprise par des développeurs amateurs et bénévoles qui continuent à l'alimenter en jeux.
2005 voit aussi la sortie de la GP2X. 2006 aurait dû voir l'arrivée de la XGP, qui n'est finalement jamais sorti à cause de la faillite de Gamepark. Ces deux consoles poursuivent le chemin de la GP32 (2002) avec une stratégie marketing complètement novatrice, l’open source. Elles utilisent des systèmes d'exploitation ouverts, basés sur Linux, l'architecture est elle aussi publique. Les principaux jeux sont émulés ou créés par des particuliers non rémunérés. La GP2X cible surtout des jeux en 2D, la XGP aurait dû se concentrer sur des jeux en 3D, de la même manière que la PSP. Le 1er mai 2009, GamePark Holdings sort la GP2X Wiz.

## Comparaisons
|                         | Xbox 360 | PlayStation 3 | Wii |
| ----------------------- | --- | --- | --- |
| Console                 | centrer | centrer | centrer |
| Prix (USD)              | Au lancement : 399,99 $ (ou 399 €) Actuellement : 199,99 $ (ou 199 €) | Au lancement : 599,99 $ (ou 599 €) Final : 229,99 $ (ou 229 €) | Au lancement : 249,99 $ (ou 249 €) Final (Wii Mini) : 99,99 $ (ou 99 €) |
| Dates d'annonce         | 12 mai 2005 | 16 mai 2005 | 14 septembre 2006 |
| Dates de sorties        | USA : 22 novembre 2005 EUR : 2 décembre 2005 JAP : 10 décembre 2005 | JAP : 11 novembre 2006 USA : 17 novembre 2006 EUR : 23 mars 2007 | USA : 19 novembre 2006 JAP : 2 décembre 2006 EUR : 8 décembre 2006 |
| Jeu le plus vendu       | En Bundle : Kinect Adventures (vendu en pack avec l'accessoire Kinect) - 21,61 millions Hors bundle : Grand Theft Auto V - 15,57 millions                                                                      | Grand Theft Auto V avec 20,53 millions . | En Bundle : Wii Sports (vendu en pack avec la console) - 82,37 millions Hors bundle : Mario Kart Wii - 35,04 millions |
| Résolution de l'image   | Full HD - 540p - 720p - 1080i - 1080p | Full HD - 540p - 720p - 1080i - 1080p | Standard - 480i - 480p |
| Support Jeux            | DVD | Disque Blu-ray | Disque optique Nintendo Wii RVL-006 (format propriétaire) |
| Accessoires             | - Lecteur CD/DVD - Lecteur externe HD DVD - Ports USB - Ports Carte mémoire (jusqu'en 2010) - Port HDMI (à partir de 2008) - WiFi (intégré ou vendu séparément) - Xbox Live Vision - Kinect - Clé USB - Volant | - Lecteur Blu-ray et CD/DVD - Compact Disc - Super Audio CD (modèle 60 Go NTSC/PAL) - Ports USB - Lecteur cartes mémoires (modèle 60 Go NTSC/PAL) - WiFi (sauf Modèle 20 Go NTSC) - CD-ROM PlayStation - DVD-ROM PlayStation 2 (modèle 60 Go NTSC/PAL & 20⁄80 Go NTSC) - Port HDMI - PlayStation Eye - PlayStation Move | - Disque optique Wii de 12 cm de diamètre - Disque optique GameCube de 8 cm de diamètre - Carte SD - Carte mémoire GameCube - Ports USB - Wii BalanceBoard - Wii speak - Wii Wheel - Wii MotionPlus - Wii Zapper - Wiimote + Nunchuk - UDraw - Manette classique |
| Processeur central      | Xenon (3,2 GHz) | Cell (3,2 GHz), Emotion Engine (pour les modèles rétrocompatibles PS2) | Broadway (729 MHz) |
| Processeur graphique    | ATI 500 MHz | RSX 550 MHz, Graphic Synthesizer | Hollywood 243 MHz |
| Mémoire                 | Mémoire principale 512 Mo GDDR3 à 700 MHz. Disque dur à capacité variable | Mémoire principale de 256 Mo à 3,2 GHz + 256 Mo de mémoire vidéo VRAM GDDR3. Disque dur à capacité variable | Mémoire principale 104 Mo (24 Mo MEM1 + 64 Mo MEM2 + 16 Mo auxiliaires). Stockage mémoire flash de 512 Mo |
| Jeu en ligne            | Xbox Live | PlayStation Network | Nintendo Wi-Fi Connection, Chaine Boutique Wii et WiiConnect24 |
| Rétrocompatibilité      | Certains jeux Xbox | PlayStation, PlayStation 2 (modèle 60 Go NTSC/PAL & 20⁄80 Go NTSC ou via PS Store) | GameCube |
| Autres programmes       | Live Anywhere, Zune, Games On Demand, Foot+, Facebook, MSN, Twitter, Market Place, Canalsat - Canal +, ESPN, Netflix, bing, YouTube                                                                            | PlayStation Home, PlayStation Store, navigateur Web, Linux (retiré avec le firmware 3.21), VidZone, Twitter, Facebook, Netflix, MUBI | Console virtuelle, WiiWare, Netflix, Youtube |
| Programmation amateur   | XNA Creators | Softmod et Modchip | Softmod et Modchip |
| Ventes (au 4 août 2015) | 86 millions | 87,41 millions | 101,63 millions |
| Fin de production       | 20 avril 2016 | Fin mars 2017 | 20 octobre 2013 2016 (pour la Wii Mini) |